# Campeonato Europeu de Voleibol Masculino de 1993
O Campeonato Europeu de Voleibol Masculino de 1993 foi a 18ª edição deste torneio bianual que reúne as principais seleções europeias de voleibol masculino. A Confederação Europeia de Voleibol (CEV) foi a responsável pela organização do campeonato, que ocorreu na Finlândia.